# فابيان ميرا
فابيان ميرا (بالفرنسية: Fabien Mira)‏ هو مدرب كرة قدم ولاعب كرة قدم فرنسي، ولد في 25 نوفمبر 1961 في مونبلييه في فرنسا. لعب مع نادي لو روتش.

## وصلات خارجية
- فابيان ميرا على موقع قاعدة بيانات كرة القدم.إي يو (الإنجليزية)